# Dáné Tibor
Dáné Tibor (Kolozsvár, 1923. március 24. – Kolozsvár, 2006. október 11.) magyar író, műfordító, szerkesztő, Dáné Tibor Kálmán és Dáné Márta apja.

## Életpályája
Középiskoláit a kolozsvári református kollégiumban végezte. A Bolyai Tudományegyetemen jogi, közgazdasági és pedagógiai szakképesítést szerzett. Előbb tanársegéd a Bolyai Tudományegyetemen, a kriminalisztikai és törvényszéki orvostani tanszék megbízott előadója (1946–52), közben az Erdély c. napilap belpolitikai rovatának szerkesztője; 1952-től tanár Szucságon és Kolozsvárt, majd a Palocsay Rudolf vezette kolozsvári növénybiológiai kutatóállomás munkatársa. 1958-tól 1969-ig az Ifjúsági Könyvkiadó kolozsvári felelős szerkesztője, 1970-től a Dacia Könyvkiadó tudományos szerkesztője. Gondozásában jelent meg az Antenna sorozat.
Első írásait, műfordításait az Ifjú Erdély közölte, publicisztikai munkásságot 1947-től folytatott. Közönségsikerét Athá-Rá, a fáraó írnoka c. történeti regényével (1958) aratta. Gyermekszíndarabjait a Kék virág c. antológiában (1961), ifjúsági elbeszéléseit Kortársaim, a gyermekek c. kötetében (1965) adta közre.
Tudományos tájékoztató munkája a virágkertészeti tárgyú Vadvirágszelídítő (1957), az ateista Három emeletes túlvilág (1964), a mesehősök származását bemutató Hüvelyk Matyi családfája (1967) és a Kultúrkuriózumok kalendáriuma (Kolozsvár, 1973).
A Tanulók Könyvtára számára Egy gazdátlan püspöki szék címmel antiklerikális cikkgyűjteményt szerkesztett (1974). Lefordította Caragiale Viharos éjszaka c. színművét és több elbeszélését, Aurel Mihale több elbeszélését (Félelmes éjszakák, 1959; Találkozások, Budapest, 1960), Mihai Novicov Doftánai történetek c. könyvét (1961) s Jules Verne egy magyarul eddig meg nem jelent, a gyarmati politikát leleplező regényét (A Barsac-expedíció különös története, 1978).
Népmesefordításait az Aranyhajú testvérek (1964) és Az okos fiúcska (1967) c. romániai népmese-antológiák közölték; Az aranyhármas (Kolozsvár, 1972) címmel a kortárs román ifjúsági prózából, Farkasűző furulya (Kolozsvár, 1973) címmel a romániai magyar ifjúsági prózából állított össze válogatást a Tanulók Könyvtára számára, a Nagyapó mesefája sorozatban pedig dobrudzsai tatár népmesék feldolgozásával szerepelt (1976).
Száz szerelmes szonett című kötete 1984-ben jelent meg Kolozsvárott Gy. Szabó Béla fametszeteivel. Az Apáczai Csere János Társaság adta közre Apáczai Csere utmutatásai c. írását 1999-ben, e mű bővített kiadása 2008-ban jelent meg Székelyudvarhelyen: Apáczai ajándéka : révületek a Magyar encyclopaedia világrajöveteléről címmel. A 18. századi európai civilizációról adott ki kötetet A gálánskor breviáriuma címen ifj. Molnár Dénes illusztrációival Marosvásárhelyen az Appendix Kiadónál 2005-ben.

## Kötetei

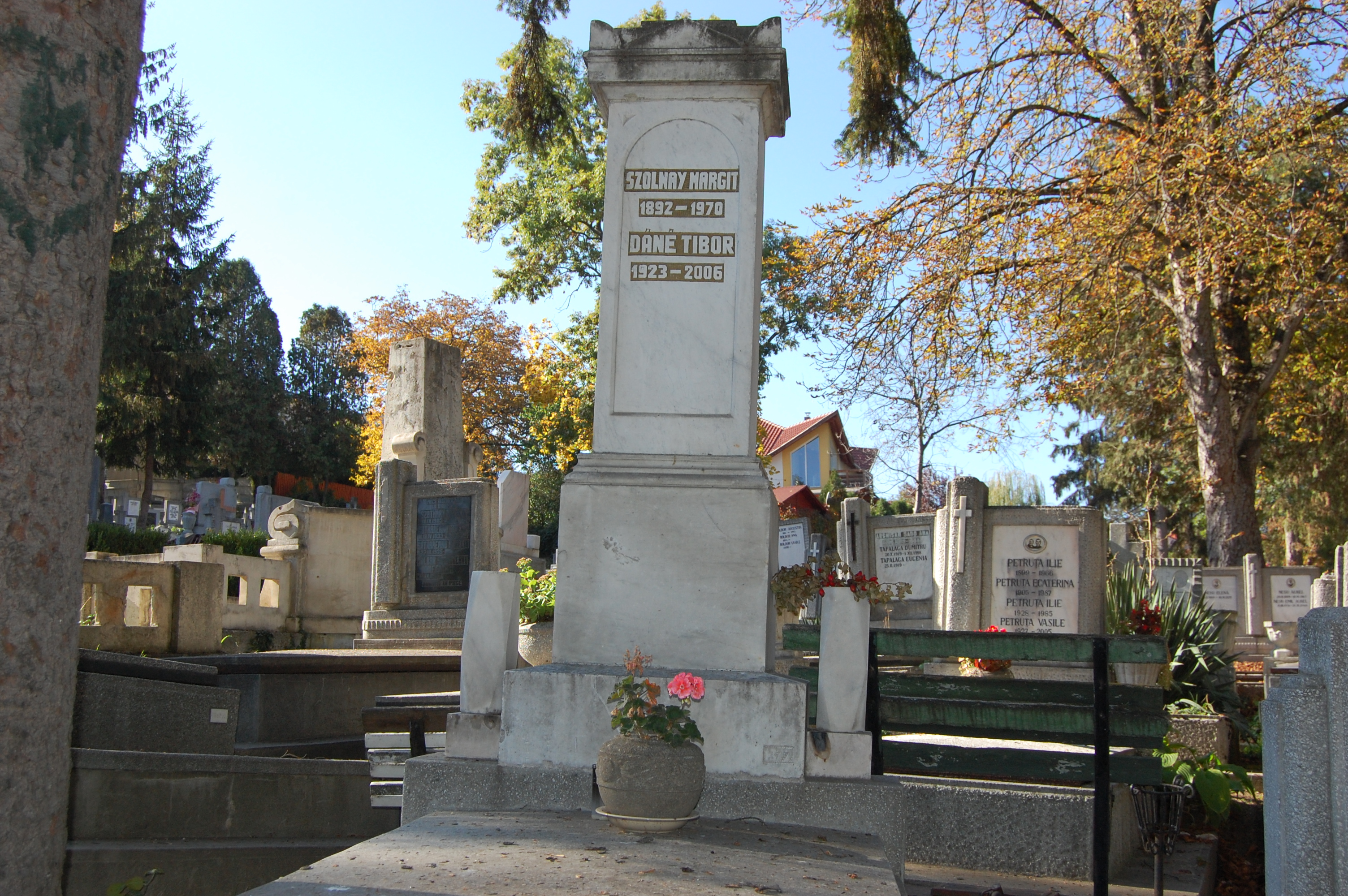
Sírja a Házsongárdi temetőben

- Vadvirágszelidítő; Ifjúsági, Bukarest, 1957 (A kis ezermester)
- Athá-Rá, a fáraó írnoka (történelmi regény, 1958)
- Háromemeletes túlvilág; Ifjúsági, Bukarest, 1964
- Kortársaim, a gyermekek. Elbeszélések; Ifjúsági, Bukarest, 1965
- A Tau Ceti hívójele (tudományos-fantasztikus regény, 1968)
- Akinek nincs árnyéka. A cheddingtoni postavonat-rablás regénye (bűnügyi regény, Kolozsvár, 1970)
- Négy tenger hajósa (ifjúsági regény, Budapest, 1973)
- Kultúrkuriózumok kalendáriuma a mindenkori folyó évre; Dacia, Kolozsvár, 1973
- A varázsvessző lovagja. Schraff úr, a barátom által hitelesített és jóváhagyott szöveg alapján közreadott tanúvallomás (Kolozsvár, 1978)
- A fáraó igazlátó szeme (Budapest, 1979)
- Az évszázad bűnügye; Móra, Bp., 1982
- Száz szerelmes szonett; vál. Dáné Tibor; Dacia–Európa, Kolozsvár-Napoca–Bp., 1984
- Marco Polo utazásai; vál., bev., jegyz. Dáné Tibor, ford. Vajda Endre; Kriterion–Európa, Bukarest–Bp., 1986 (Téka)
- A varázsvessző lovagja. Regény; 2. átdolg. kiad.; Móra, Bp., 1987
- Kolumbusz hajónaplója; bev., jegyz. Dáné Tibor, ford. Tassy Ferenc; Kriterion–Európa, Bukarest–Bp., 1988 (Téka)
- A Kajántető kincse; Albatrosz, Bucureşti, 1989
- Négy tenger hajósa. Tengerésztörténet a fáraók korából; Tinivár, Kolozsvár, 1998
- Apáczai ajándékai; Apáczai Csere János Baráti Társaság, Kolozsvár, 1999 (Remény-füzetek)
- Apáczai ajándéka. Révületek a Magyar encyclopaedia világrajöveteléről; Erdélyi Gondolat, Székelyudvarhely, 2003
- Elhull a virág. Az igazság Szendrey Júliáról; Erdélyi Gondolat, Székelyudvarhely, 2001
- Az átlépett látóhatár hősei; Appendix, Marosvásárhely, 2005
- A gálánskor breviáriuma; Appendix, Marosvásárhely, 2005
- A Tatár-hágó előtere. Láttamtánc. Kesergő kitagadott katonákért; Appendix, Marosvásárhely, 2005–2006
  - 1. Huszonegyéves lettem, 2005
  - 2. Delatyni házunktája, 2006